# ريكاردو كوستا (مخرج)
ريكاردو كوستا (بالبرتغالية: Ricardo Costa‏) هو مخرج برتغالي، ولد في 25 يناير 1940 في بينيتشي في البرتغال.

## وصلات خارجية
- ريكاردو كوستا على موقع IMDb (الإنجليزية)
- ريكاردو كوستا على موقع أول موفي (الإنجليزية)
- ريكاردو كوستا على موقع قاعدة بيانات الأفلام السويدية (السويدية)
- ريكاردو كوستا على موقع قاعدة بيانات الفيلم (الإنجليزية)
- ريكاردو كوستا على موقع كينوبويسك (الروسية)